# Curtiss A-18 Shrike
Le Curtiss A-18 Model 76A Shrike II, était un avion d'attaque léger, construit pour l'USAAF dans les années 1930.
Le nom de Shrike, a été porté par les appareils Curtiss suivant : A-8, YA-10, YA-12, YA-14 (dont est issue le A-18), A-25 version terrestre du Curtiss SB2C Helldiver.

## Description
Le Shrike était un appareil monoplan bimoteur à aile cantilever de construction métallique avec un train atterrissage escamotable. Il transportait ses bombes dans une soute interne.
Il était propulsé par deux moteurs en étoile Wright de 850 ch. Il effectua son premier vol en septembre 1935.
Le premier exemplaire fut désigné A-14. Impressionné par ces performances l’US Army commanda le Shrike II sous la désignation A-18. 13 exemplaires furent construits.
Il fut utilisé par le 8th Attack Group pour mise au point des attaques groupées à basse altitude.
Pour des raisons économiques aucun autre exemplaire ne fut commandé et il termina sa carrière comme avion d’entraînement en 1940.